# Nyctemera herce
Nyctemera herce là một loài bướm đêm thuộc phân họ Arctiinae, họ Erebidae.